# Why Can't This Be Love
«Why Can't This Be Love» es una canción interpretada por la banda de rock estadounidense Van Halen, lanzado en marzo de 1986 como primer sencillo de su séptimo álbum de estudio, 5150 (1986). Fue la primera canción del grupo con Sammy Hagar, reemplazando al miembro fundador David Lee Roth.
En Estados Unidos, llegó al número tres en el Billboard Hot 100 y alcanzó el número uno en el Cash Box Top 100, la semana del 16 de mayo.  Fue un éxito top 10 en el Reino Unido, Australia y Alemania y un sencillo top 20 en Canadá, los Países Bajos y Suecia.

## Lista de canciones
sencillo 7" (Warner Bros. Records – 9 28740-7)
A "Why Can't This Be Love" – 3:45
B "Get Up" – 4:35
maxi 12" (Warner Bros. Records – 0-20463)
A "Why Can't This Be Love" (Extended Remix) – 5:00
B "Get Up" – 4:35

## Posicionamiento en listas
| Lista (1986-1987)                     | Máxima posición |
| ------------------------------------- | --------------- |
| Alemania (Offizielle Deutsche Charts) | 8               |
| Australia (Kent Music Report)         | 8               |
| Canadá (RPM Top Singles)              | 13              |
| Estados Unidos (Billboard Hot 100)    | 3               |
| Estados Unidos (Mainstream Rock)      | 1               |
| Estados Unidos (Cash Box Top 100)     | 1               |
| Irlanda (IRMA)                        | 8               |
| Nueva Zelanda (Recorded Music NZ)     | 32              |
| Países Bajos (Dutch Top 40)           | 16              |
| Países Bajos (Mega Single Top 100)    | 15              |
| Reino Unido (UK Singles Chart)        | 8               |
| Suecia (Sverigetopplistan)            | 11              |

## Personal
- Sammy Hagar - voz principal
- Eddie Van Halen - guitarra, teclados, coros
- Michael Anthony - bajo, coros
- Alex Van Halen - batería, coros